# Дубина (Білоцерківський район)
Дуби́на — село в Україні, у Тетіївській міській громаді Білоцерківського району Київської області. Розташоване за 12 км на південний схід від міста Тетіїв та за 8 км від станції Денгофівка. Населення становить 104 особи (станом на 1 липня 2021 р.).

## Історія
Вперше ферма Дубина згадана у «Списку населених місць Київської губернії» 1900 року як ферма, де був 1 двір та мешкало 8 осіб. Землі ферми належали княгині Ксенії Друцько-Соколинській та винаймалися Товариством Скомороського цукрового заводу.